# Holochroa dissociaria
Holochroa dissociaria là một loài bướm đêm trong họ Geometridae.